# Psychotria ruiz-teranii
Psychotria ruiz-teranii är en måreväxtart som beskrevs av Julian Alfred Steyermark. Psychotria ruiz-teranii ingår i släktet Psychotria och familjen måreväxter. Inga underarter finns listade i Catalogue of Life.